# Четвертий Універсал Української Центральної Ради

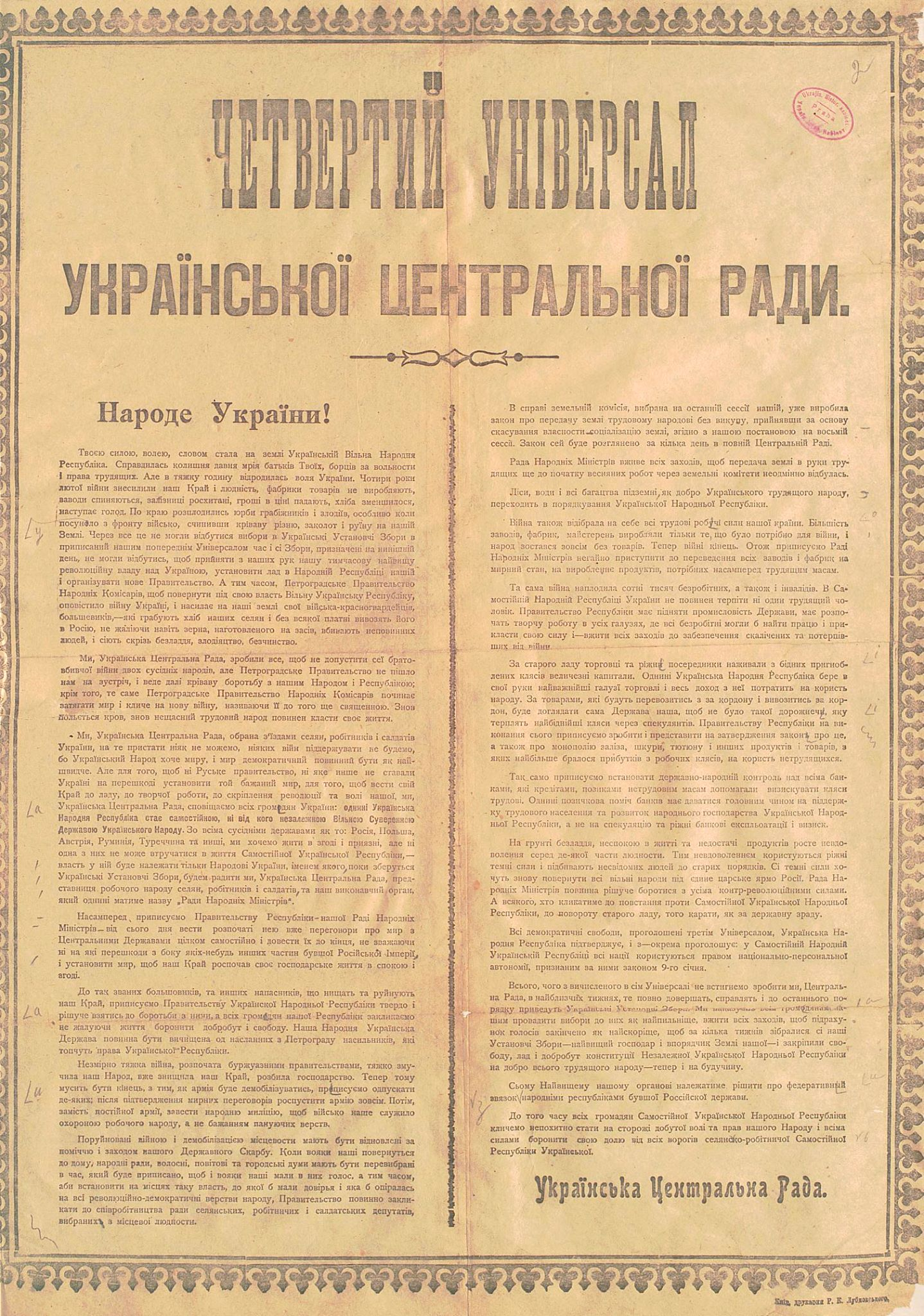
Четвертий Універсал Української Центральної Ради

Четве́ртий Універса́л Украї́нської Центра́льної ради — державно-правовий акт, універсал Української Центральної Ради (УЦР), що проголошував незалежність Української Народної Республіки (УНР) від Росії. Прийнятий 9 (22) січня 1918 року в Києві.

## Опис
Універсал проголосив УНР «самостійною, ні від кого незалежною, вільною суверенною державою українського народу», а виконавчий орган, Генеральний Секретаріат — Радою Народних Міністрів.
Він замінив постійну армію міліцією, доручив провести вибори народних рад — волосних, повітових і місцевих, установив монополію торгівлі, контроль над банками, підтвердив закон про передачу землі селянам без викупу, прийнявши за основу скасування власності і соціалізацію землі. Доручив Раді Народних Міністрів продовжувати розпочаті переговори з Центральними державами і довести до підписання миру; закликав усіх громадян УНР до боротьби з більшовиками.
Умови IV Універсалу:
1. УНР проголошується незалежною, вільною суверенною державою українського народу;
2. З усіма сусідніми країнами УНР прагне жити у мирі та злагоді;
3. Влада в Україні належить народу України, від імені якого, допоки не зберуться українські Установчі збори, буде правити ЦР;
4. Піддано жорстокій критиці політику більшовиків, яка веде до громадянської війни;
5. УЦР зобов'язується вести боротьбу проти прибічників більшовиків в Україні;
6. УЦР зобов'язувалась негайно почати мирні переговори з Німеччиною;
7. УЦР планує провести земельну реформу в інтересах селян;
8. Держава має встановити контроль над торгівлею та банками

III і IV Універсали поставлено на голосування членами Малої Ради, чим надано їм значення законопроєктів.
Директорія УНР не зберегла практику оголошення Універсалів. Замість Універсалів почали видавати декларації.
Після жовтневого перевороту в Петрограді, в Україні більшовики встановили радянську владу в деяких прифронтових містах, почалася громадянська війна між прихильниками радянської влади та прихильниками Тимчасового уряду. Спочатку Центральна Рада займала нейтральну позицію, але незабаром розпочала активні дії і змогла встановити свою владу на більшій частині України. У листопаді верховенство влади Центральної Ради визнали Київський, Катеринославський, Одеський, Полтавський комітети РСДРП(б), ряд Рад робітничих і солдатських депутатів міст України, всі селянські Ради.
Продовжуючи свою державотворчу лінію, Українська Центральна Рада. 20 листопада 1917 року затвердила III Універсал, в якому проголосила Українську Народну Республіку у складі федерації вільних народів, формально не пориваючи федеративних зв'язків з Росією, і демократичні принципи: свободу слова, друку, віросповідання, зборів, союзів, страйків, недоторканність особи і житла; оголосила національну автономію для меншостей (росіян, поляків, євреїв), скасувала смертну кару, як і право приватної власності на землю й визнавши її власністю всього народу без викупу, встановила 8-годинний робочий день, оголосила реформу місцевого самоврядування. Під владу Центральної Ради перейшло 9 губерній: Київська, Подільська, Волинська, Чернігівська, Полтавська, Харківська, Катеринославська, Херсонська і Таврійська (без Криму). Долю деяких суміжних з Росією областей і губерній (Курщина, Холмщина, Воронежчина тощо) передбачалося вирішити в майбутньому. На грудень призначалися вибори у Всеукраїнські Установчі Збори, до обрання якого вся влада належала Центральній Раді та Генеральному Секретаріату.
Однак Україна все ще не претендувала на абсолютний суверенітет, бо передбачалося, що жовтневі події в Петрограді — це змова, яку незабаром буде ліквідовано. На території України залишалися в силі всі закони, постанови і розпорядження Тимчасового Уряду, якщо вони не були скасовані Центральною Радою або Генеральним секретаріатом. Залишалися всі колективні урядові установи і всі чиновники, призначені Тимчасовим Урядом до майбутніх змін в законодавстві Української Народної Республіки.
IV Універсал закінчувався актуальним закликом:
|  | всіх громадян самостійної Української Народньої Республіки кличемо непохитно стояти на сторожі добутої волі та прав нашого народу і всіма силами боронити свою долю від усіх ворогів селянсько-робітничої самостійної Республіки. |

Оригінал універсалу зберігає Музей Української революції 1917—1921 років.
|                                                                    |  |  |
| Пам'ятна монета, присвячена 80 років проголошення незалежності УНР |  |  |